# 孫如洵
孫如洵（16世紀—17世紀），字木山，浙江紹興府山陰縣人，一說餘姚縣人，明朝政治人物。刑部主事孫如法胞弟。

## 生平
孫如洵是萬曆四十年（1612年）舉人，次年（1613年）聯捷進士，授刑部主事；調任池州知府，親自率領居民消滅肆虐沿江的土匪盛長等千多人。之後改任山東副使和濟寧參政，在當地饑荒時賑災杜絕盜源，使地方安寧，不久致仕歸鄉。

## 引用
1. 1 2  嘉慶《山陰縣志·卷十四·鄉賢二》：孫如洵，字木由，萬歷癸丑進士，授刑部主事。出守池州，土賊盛長等千餘人沿江肆虐，如洵命鄉民屯聚守隘，親率壯士夾擊，一鼓而殲其魁。遷山東副使，擢濟甯參政，賑饑荒以杜盜源，境內以安。後致仕歸。 《浙江通志》 案如洵餘姚人，今據舊志選舉卷。
2. 1 2  嘉慶《山陰縣志·卷十·選舉一》：孫如洵 順天中式，府志餘姚人……以上（萬曆）四十年壬子科（舉人）